# 루크레티아 가필드

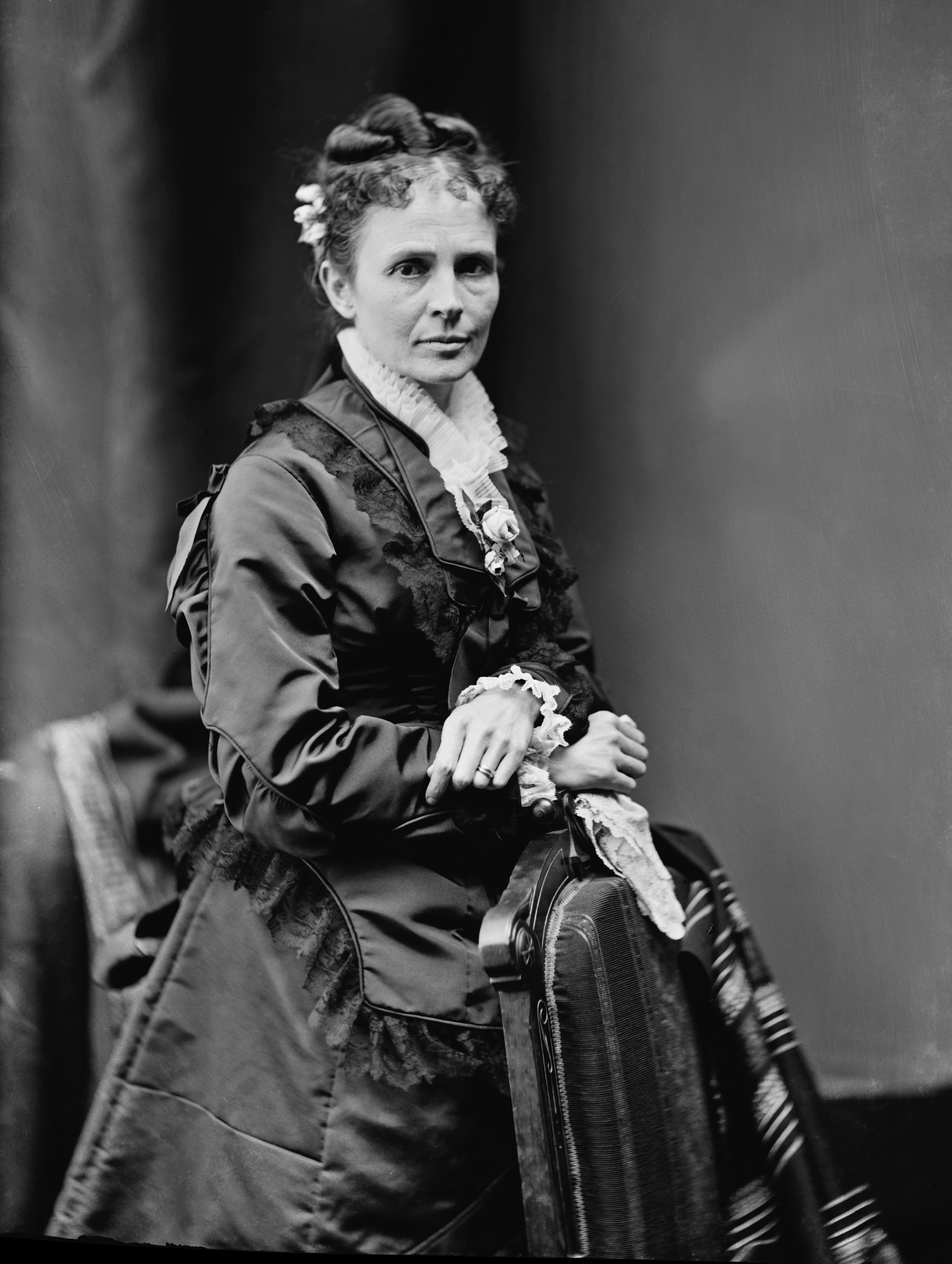
1880년 경 초상화

루크레티아 가필드(Lucretia Garfield, 성씨 루돌프, 1832년 4월 19일 ~ 1918년 3월 14일, 루크레샤 가필드)는 1881년 3월부터 9월까지 미국의 제20대 대통령인 제임스 A. 가필드의 아내로서 미국의 영부인이었다.
오하이오주 개럿츠빌에서 태어난 가필드는 지오가 신학교(Geauga Seminary)에서 남편을 처음 만났다. 오랜 구애 끝에 이들은 1858년에 결혼했다. 제임스가 종종 집을 떠나 다른 여성들과 낭만적인 관계를 맺었기 때문에 그들의 초기 시절은 어려웠다. 그들은 결국 일곱 명의 자녀를 두게 되었고, 그중 다섯 명은 성인이 될 때까지 살았다. 높은 수준의 교육을 받고 워싱턴 정치에 대한 지식이 풍부한 가필드는 남편의 정규 고문이었으며 대통령 선거 캠페인에서 남편을 도왔다. 그녀는 백악관에서 짧은 기간 동안 좋은 평가를 받았지만 불과 몇 달 만에 말라리아에 걸려 요양을 위해 뉴저지주 롱브랜치로 갔다.
1881년 7월 2일, 그녀의 남편은 찰스 기토의 총에 맞아 치명상을 입었다. 그는 몇 달 동안 임종 중에 머물렀고, 그 동안 그의 아내는 그의 침대 옆에 머물면서 많은 대중의 동정을 받았다. 가필드는 사별한 후 오하이오주에 있는 이전 거주지로 돌아왔고, 남은 생애의 대부분을 남편의 서류와 기타 자료를 보존하며 사실상 최초의 대통령 도서관을 건립하는 데 보냈다.